# Roberto Contreras
Roberto Contreras Mendoza (San Pedro Sula, Cortés; 18 de diciembre de 1960) es un político liberal conservador y empresario hondureño. Es el alcalde de San Pedro Sula capital industrial de Honduras, perteneciente al departamento de Cortés.

## Biografía
Roberto Contreras Mendoza, nació en Aldea El Carmen municipio de San Pedro Sula, Cortés, norte de Honduras. Es un ingeniero en soluciones alimenticias. 
Es el fundador de la franquicia Power Chicken, misma que inició vendiendo en la calle, según expresó para una entrevista de un programa de televisión.

## Vida política
En 2013 cuando perdió en las Elecciones Primarias del Partido Liberal contra el doctor Juan Carlos Zúñiga, pero integró la planilla de su partido para los comicios generales  y resultó electo como regidor  para el primer período de Armando Calidonio. Dos meses después de haber entrado en funciones renunció a esa regiduría, anunciando la donación de los dos meses de salario devengado a la Fundación Llaves, que atiende a pacientes con VIH y Sida.
En agosto de 2019, Contreras anunció al periodista Josué Cover, su interés en la política hondureña y la posible aspiración a la alcaldía de San Pedro Sula, durante una entrevista en vivo para un programa de televisión. La publicación se viralizó en las redes sociales por su historia y sencillez, logrando un gran empatía en la sociedad. 
En mayo de 2020, Roberto Contreras anunció su precandidatura presidencial por el Partido Liberal, pero esta idea la desechó en octubre del mismo año después de que el empresario Yani Rosenthal también inició su carrera a la presidencia de la República. 
El 26 de octubre, se anunció que Contreras sería el candidato a alcalde del «Yanismo» en San Pedro Sula, no obstante en enero de 2021 renunció a esa corriente y finalmente anunció una candidatura independiente a la  municipalidad. Roberto Contreras también estuvo en negociaciones con Salvador Nasralla para ser el candidato del PSH en San Pedro Sula, pero finalmente no hubo acuerdo. 
La alianza entre Roberto Contreras, el ganador de las elecciones primarias en Libre, Omar Menjívar y el candidato del PSH, Julio Montessi, se anunció a falta de un mes y medio para las Elecciones Generales 2021. Finalmente el Consejo Nacional Electoral (CNE) no inscribió a Contreras bajo el argumento de que ya había participado en el proceso interno como candidato alcalde con el Partido Liberal. Entonces,  en su lugar se inscribió a Rolando Contreras, su hermano, que ocupó la posición de candidato solo durante el proceso de elección.
Algunos de sus opositores señalan a Roberto Contreras de errático e inestable y sus seguidores, como un emprendedor honesto. Pero él explota sobre todo su imagen de empresario exitoso, una entrevista de 2007 destacó su origen humilde diciendo que provenía de un hogar pobre y que anduvo descalzo. «Trabajé vendiendo periódicos y limpiando bodegas», afirmó y deja la idea de que todos los hondureños pueden emprender y cambiar su destino. 

### Alcalde de San Pedro Sula
Roberto Contreras fue considerado alcalde electo de San Pedro Sula, después de la inscripción de su hermano, Rolando Contreras Mendoza en las elecciones generales de 2021. Según datos del Consejo Nacional Electoral, CNE, Su hermano Rolando, salió electo con 132,334 votos, lo que representa el 63.00%. Su hermano Rolando Contreras tomó posesión del cargo de alcalde el 25 de enero de 2022. Rolando renunció el 3 de febrero junto a su vicealcalde, Omar Menjívar, para que la dirigencia del partido que los postuló, Libertad y Refundación, nombrara a Roberto como alcalde, lo que finalmente sucedió el 9 de febrero y tomó posesión oficialmente el 11 de febrero de ese año.
Uno de los temas más controversiales en San Pedro Sula, son los proyectos de infraestructura otorgados al Consorcio siglo XXI. Contreras es un opositor de este consorcio. «Creo que Siglo XXI fue lo que me pasó la factura para no aparecer en la papeleta. El CNE, utilizando la ley electoral como papel higiénico, me negaron ese derecho, cuando ya tenía una constancia de que no había participado y por eso estaba en la casilla número 10», dijo Contreras.
siglo XXI es un proyecto aprobado por el Congreso Nacional en 2014, en el inicio del Gobierno de Juan Orlando Hernández, mediante el cual se construirán 24 obras de infraestructura a un costo de 1845 millones de lempiras para mejorar la movilidad vial de San Pedro Sula. Los sampedranos fueron cargados con una tasa denominada siglo XXI. Los socios del consorcio son la Constructora William y Molina e Inmobiliaria del Valle, en ambas empresas es socio Willian Hall Micheleti, primo de la consejera propietaria del Consejo Nacional Electoral (CNE) Ana Paola Hall y sobrino del expresidente de facto Roberto Micheletti. 

"Considero vital la educación técnica a personas vulnerables, orientada a impedir que los jóvenes se integren al crimen organizado, porque ningún joven quiere ser miembro del crimen organizado." -Roberto Contreras